# Catagramma transversa
Catagramma transversa är en fjärilsart som beskrevs av Johannes Karl Max Röber. Catagramma transversa ingår i släktet Catagramma och familjen praktfjärilar. Inga underarter finns listade i Catalogue of Life.